# Château de l'âme
Château de l'âme est une composition musicale et vocale de la compositrice finlandaise Kaija Saariaho créée en 1996 à Salzbourg.

## Historique
C'est à la suite d'une expérience avec l'art lyrique en étant spectatrice de l'opéra Saint François d'Assise d'Olivier Messiaen en 1992 que Kaija Saariaho, initialement réticente à se tourner vers ce genre, envisage de s'y essayer, sous la forme ici d'un ouvrage vocal pour voix soliste. Château de l'âme, composé en 1995, est une commande du Festival de Salzbourg, initiée par Gérard Mortier et Betty Freeman ; l'ouvrage y est créé lors de son édition de 1996, le 9 ou 10 août, par la soprano Dawn Upshaw, l'Orchestre Philharmonia et l'Arnold Schönberg Choir, sous la direction de Esa-Pekka Salonen. Elle y rencontre alors son directeur artistique, le directeur d'opéra Gerard Mortier, qui pousse ensuite la compositrice à se lancer, au regard du succès sur scène de Château de l'âme, vers l'écriture d'un opéra, L'Amour de loin, avec Amin Maalouf et Peter Sellars en 2000.
Constituant un virage vers l'art dramatique chanté, Château de l'âme est l'occasion pour Kaija Saariaho d'explorer l'univers vocal lyrique, ainsi que sa relation artistique avec Dawn Upshaw, à qui l'œuvre est dédiée, et qui crée par la suite, en plus de cet ouvrage, plusieurs autres pièces et rôles de la compositrice. L'année suivante, elle chante pour la création d'un autre ouvrage vocal de la compositrice, Lonh, qui intègre cette fois-ci une partie de musique à dispositif électronique.
Château de l'âme est joué en 2022 dans le cadre du Festival ManiFeste de l'Ircam au Studio 104 de Radio France avec Faustine de Monès et l'Orchestre philharmonique de Radio France et le Chœur de Radio France sous la direction de Hannu Lintu.

## Description
Château de l'âme est une pièce orchestrale et vocale pour soliste soprano en cinq parties d'une durée d'entre vingt et vingt-cinq minutes, mettant en scène des éléments de la culture traditionnelle hindou et égyptienne, précisément de leurs poèmes antiques, traduits en français. Kaija Saariaho conserve ainsi dans cet ouvrage son penchant pour les mots et la littérature, qu'elle convoque régulièrement dans son œuvre. Le titre de l'ouvrage lui-même évoque un texte de Thérèse d'Avila, Le Château intérieur.
Les trois premières sections de l'ouvrage s'inspirent de Atharva-Véda, un texte sacré de l'indouisme tiré des Veda, pilier de la tradition spirituelle de la religion. La liane, première partie, décrit l'amour entre l'homme et la femme ; A la terre, la seconde, sur des textes de la compositrice, est inspiré par une prière védique ; la troisième, également La liane, reprend les vers du premier temps, en les inversant ; les deux dernières sections s'inspirent de formules magiques égyptiennes visant à la protection et à la guérison.
Château de loin est le premier ouvrage vocal de Kaija Saariaho à employer un orchestre, affirmant son style au sein d'une partition étoffée et sans électronique.
L'ouvrage est dédiée à Dawn Upshaw et à Aliisa, la fille de la compositrice.

### Instrumentation
L'orchestration de Château de l'âme comprend les instruments suivants :
- Voix : soprano, chœur de femmes à 8 voix ;
- bois : 2 flûtes, 2 hautbois, 2 clarinettes, 2 bassons ;
- cuivres : 4 cors, 2 trompettes, 2 trombones, tuba ;
- 4 percussionnistes, harpe, piano ;
- cordes : 12 violons, 10 violons II, 8 altos, 6 violoncelles, 5 contrebasses.

### Parties
1. La liane
2. À la terre
3. La liane
4. Pour repousser l'esprit
5. Les formules

## Liens
- (en) Site officiel
- Ressources relatives à la musique :   - BRAHMS
  - Présence Compositrices d’une œuvre
- Notices d'autorité :   - VIAF
  - BnF (données)
  - IdRef
  - LCCN
  - GND
  - WorldCat